# Sofia Essaïdi
Sofia Essaïdi, née le 6 août 1984 à Casablanca, est une auteure-compositrice-interprète et comédienne franco-marocaine. Elle est également danseuse, joue du piano, des percussions, et compose à la guitare.
Elle accède à la notoriété après sa participation à la saison 3 de Star Academy en France, où elle arrive jusqu'en demi-finale face à Élodie Frégé, puis continue à se produire sur scène et dans des films. En 2019, elle remporte le Trophée de la comédie musicale de l'artiste interprète féminine pour son rôle de Velma Kelly dans la comédie musicale Chicago.

## Biographie

### Enfance
Sofia Essaïdi naît le 6 août 1984 à Casablanca au Maroc, d'un père marocain et d'une mère d'origine française prénommée Martine. Elle effectue sa scolarité au lycée Lyautey de Casablanca, et obtient un bac S. Elle a deux frères. À l'âge de 18 ans, elle quitte le Maroc pour la France, afin d'y suivre à Paris, des études d'économie.

### Débuts àStar Academy
Du 30 août au 12 décembre 2003, alors qu'elle est étudiante à l'université Paris-Dauphine, elle participe en tant que candidate à la 3e saison de l'émission de TF1, Star Academy, une émission, très suivie en France, de téléréalité musicale et de télé-crochet, encore appelée Star Ac, où elle arrive jusqu'en demi-finale. Elle participe ensuite à la tournée Star Academy 3 qui suit, en y interprétant entre autres une reprise de Roxanne, du groupe The Police, chorégraphiée par Kamel Ouali. S’ensuit une tournée mondiale de 110 dates.

### Carrière d'actrice

#### Iznogoud(2005)
À côté de cela, elle obtient une petite apparition dans le film Iznogoud, dans lequel elle interprète la chanson Djiman Nui Man Nui, que l'on peut retrouver sur la bande originale du film.

#### Aïcha(2009-2012)
Sofia Essaïdi tourne dans Aïcha, un téléfilm réalisé par Yamina Benguigui. Elle y interprète le rôle principal, celui d'Aïcha, une jeune française d'origine algérienne qui refuse la vie toute tracée que sa situation sociale la condamne en apparence à avoir. Le téléfilm est diffusé en première partie de soirée le 13 mai 2009 sur France 2 réunissant une audience de 5,5 millions de spectateurs, puis en août 2015 sur TEVA. La suite, Aïcha, job à tout prix, est diffusée en mars 2011. Suivent Aïcha, la grande débrouille en septembre 2011 et Aïcha, vacances infernales, diffusé en juin 2012. En 2016, des rumeurs évoquent la préparation d'un cinquième épisode, mais France 2 assure que la série est arrêtée.

#### Meurtre en Auvergne(2017)
Sofia Essaïdi tourne avec Frédéric Diefenthal en 2016 au cœur du massif volcanique auvergnat dans la série Meurtre à... pour un épisode Meurtres en Auvergne, diffusé le 30 septembre 2017 sur France 3.

#### Insoupçonnable(2017)
Sofia Essaïdi tourne ensuite en 2016 dans Insoupçonnable, une série télévisée française s'inspirant de la célèbre série The Fall. Elle est tournée dans la ville de Lyon et ses alentours. La diffusion aura lieu chaque jeudi dès le 13 septembre 2018 sur TF1.
Cette série est produite par Leonis, en coproduction avec TF1. Elle compte dix épisodes d'une durée de 52 minutes chacun avec Emmanuelle Seigner, Claire Keim et Sofia.

#### Kepler(s)(2018)
En septembre 2017, elle commence le tournage de la série de France 2 Kepler(s), avec en toile de fond la question des migrants. Marc Lavoine joue le rôle principal et le réalisateur est Frédéric Schoendoerffer.

#### La promesse(2021)
En janvier 2021, elle joue aux côtés de Olivier Marchal où elle interprète le rôle de Sarah Castaing le personnage principal. Une enquêtrice qui reprendra une enquête non résolue par son défunt père. La Promesse est une mini-série de 6 épisodes diffusée sur TF1 en janvier 2021.

#### Les combattantes(2022)
En mai 2022, elle monte les marches du bâtiment où se tient le festival de Cannes, sous l'œil des photographes de ce festival de cinéma, pour assister à la projection du film Nostalgia de Mario Martone l'année précédente, dans lequel elle tient l’un des rôles-titres.
En septembre 2022, elle interprète le rôle de Caroline Dewitt, un des personnages principaux (un quatuor féminin) de la série Les Combattantes au côté d'Audrey Fleurot, Julie De Bona et Camille Lou. En collaboration avec Netflix, TF1 produit cette mini série de huit épisodes qui suit le destin de quatre femmes durant la Première Guerre mondiale : une religieuse, une infirmière féministe, une prostituée et une veuve devenue patronne d'usine.

### Carrière musicale

#### Mon Cabaret(2005)
Après la tournée de la Star Academy, Sofia entre en studio pour enregistrer son premier album Mon cabaret, qui sort en août 2005. Réalisé par Quentin Bachelet, il est le fruit d'une collaboration avec plusieurs auteurs-compositeurs tels Chet, François Welgryn ou Maïdi Roth.
Sofia Essaïdi donne ensuite une série de concerts au Maghreb.

#### Cléopâtre, la dernière reine d'Égypte(2008)
En 2007, après un an et demi de casting dirigé par Kamel Ouali, Sofia Essaïdi est sélectionnée pour interpréter le rôle principal dans la comédie musicale Cléopâtre, la dernière reine d'Égypte. L'album du spectacle sort en avril 2008 et le spectacle débute au Palais des sports de Paris en janvier 2009.

#### Chicago(2018)
Sofia interprète le rôle de Velma dans la comédie musicale Chicago au théâtre Mogador, dont la première a lieu le 18 septembre 2018.

#### Participations diverses
Le 23 janvier 2010, elle est élue artiste féminine francophone de l'année aux NRJ Music Awards à Cannes en direct sur TF1. La même année, elle est élue Meilleure actrice aux Jeunes talents de l'année 2009 pour sa prestation dans Aïcha.
En février-mars 2011, elle participe à la première saison de l'émission Danse avec les stars sur TF1, aux côtés du danseur Maxime Dereymez, et termine deuxième de la compétition.
Elle est de retour dans l'émission, le 22 octobre 2012, le temps d'un prime de la saison 3 de Danse avec les stars : elle y coache une équipe de stars sur un tango, face à Matt Pokora, qui coach une équipe de stars sur un paso doble ; puis le 22 décembre 2012, elle participe, le temps d'une soirée, à l'émission spéciale « Danse avec les stars » fête Noël. Elle termine deuxième de la compétition.
Sofia enregistre un duo avec les Chico and the Gypsies, (reprise de Shape of my Heart) pour leur album Chico & the Gypsies... & Friends. La même année Sofia est annoncée officiellement dans le jury de You Can Dance, sur NT1. Et en octobre 2012, sort le nouvel album d'Amaury Vassili, où l'on y retrouve un duo avec Sofia sur le titre I silenzi tra noi.
Le 12 novembre 2012, Enrico Macias sort l’album « Venez tous mes amis ». Il y reprend ses propres chansons où on le retrouve notamment en duo avec Sofia Essaïdi sur la « Paris tu m'as pris dans tes bras ».
En octobre 2013, Nicolas Peyrac publie un album de duos Et nous voilà !, avec notamment son grand succès So Far Away From L.A. repris avec Sofia Essaïdi.
Participation à l'album Forever Gentlemen dans cet album collectif sorti en octobre 2013 et qui réunit seize artistes reprenant des titres américains et français des années 1950 et 1960, elle interprète Unforgettable, une chanson composée en 1951 par Irving Gordon et qui fut l'un des grands succès de Nat King Cole.
En 2017, elle participe à l'album collectif Méditerranéennes. Composé de 16 reprises, cet album imaginé par Julie Zenatti réunit une dizaine d'artistes dont Sofia Essaïdi, Chimène Badi, Nawel Ben Kraiem, Slimane, Enrico Macias, Élisa Tovati, Claudio Capéo, Lina El Arabi et Samira Brahmia, elle interprète L'Amoureuse de Casbah, Beautiful Tango, Le dernier qui a parlé.
Depuis 2023, elle participe aux spectacles des Enfoirés : Enfoirés un jour, toujours en 2023, On a 35 ans ! en 2024 et Au Pays des Enfoirés en 2025.

## Vie privée
Elle est en couple avec Adrien Galo depuis quinze ans et donne naissance à son premier fils en février 2024,,.

## Filmographie

### Cinéma
- 2005 : Iznogoud de Patrick Braoudé : Belbeth, la danseuse du calife
- 2012 : La Clinique de l'amour d'Artus de Penguern : Jennifer Gomez
- 2014 : Mea Culpa de Fred Cavayé : Myriam
- 2022 : Overdose d'Olivier Marchal : Sara
- 2022 : Nostalgia de Mario Martone : Arlette
- 2023 : Tel Aviv - Beyrouth de Michale Boganim : Nour
- 2023 : Antigang, la relève de Benjamin Rocher : Aurore Chalet

### Télévision
- 2009 : Aïcha de Yamina Benguigui (téléfilm) : Aïcha Bouamazza
- 2010 : Aïcha, job à tout prix de Yamina Benguigui (téléfilm) : Aïcha Bouamazza
- 2011 : Aïcha, la grande débrouille de Yamina Benguigui (téléfilm) : Aïcha Bouamazza
- 2012 : Aïcha, les vacances infernales de Yamina Benguigui (téléfilm) : Aïcha Bouamazza
- 2015 : Merci pour tout, Charles d'Ernesto Oña (téléfilm) : Leïla
- 2017 : Meurtres en Auvergne de Thierry Binisti (téléfilm) : Aurélie Lefaivre
- 2018 : Insoupçonnable d'Éric Valette (mini série télévisée) : Leïla Baktiar
- 2019 : Kepler(s) de Frédéric Schoendoerffer (série télévisée) : Alice Hadad
- 2020 : La Promesse d'Anne Landois (série télévisée) : Sarah Castaing
- 2021 : Les Héritiers de Jean-Marc Brondolo : Agnès
- 2022 : Qu'est-ce qu'elle a ma famille ? d'Hélène Angel (téléfilm) : Céline
- 2022 : Les Combattantes d'Alexandre Laurent : Caroline Dewitt
- 2024 : La Peste d'Antoine Garceau : Laurence Molinier
- 2025 : Été 36
- 2025 : Intraçables (Log-Out) de Louis Farge et Luc Walpoth : Giulia

### Doublage
- 2023 : La Pat' Patrouille : La Super Patrouille, le film : Victoria Vance[20]
- 2025 : Les Schtroumpfs, le film : la Schtroumpfette

## Discographie

### Albums
| Année | Album                                 | Classement | Classement | Classement | Ventes  |
| Année | Album                                 | FR         | SUI        | BEL/Fr     | Ventes  |
| ----- | ------------------------------------- | ---------- | ---------- | ---------- | ------- |
| 2005  | Mon cabaret                           | 41         | 100        | 46         | 50 000  |
| 2008  | Cléopâtre, la dernière reine d'Égypte | 11         | —          | 32         | 130 000 |

### Singles
| Année | Single                                                                                     | Classement des ventes | Classement des ventes | Classement des ventes | Classement des ventes | Album                                 |
| Année | Single                                                                                     | FR                    | FR TL                 | SUI                   | BEL/Fr                | Album                                 |
| ----- | ------------------------------------------------------------------------------------------ | --------------------- | --------------------- | --------------------- | --------------------- | ------------------------------------- |
| 2004  | Roxanne                                                                                    | 20                    | —                     | 34                    | 13                    | Mon Cabaret                           |
| 2005  | Mon cabaret                                                                                | —                     | —                     | —                     | —                     | Mon Cabaret                           |
| 2005  | Après l'amour (Single digital)                                                             | —                     | —                     | —                     | —                     | Mon Cabaret                           |
| 2008  | Femme d'aujourd'hui (Comédie musicale Cléopâtre, la dernière reine d'Égypte)               | 8                     | 12                    | 94                    | 27                    | Cléopâtre, la dernière reine d'Égypte |
| 2008  | Une autre vie (& Florian Étienne) (Comédie musicale Cléopâtre, la dernière reine d'Égypte) | —                     | —                     | —                     | —                     | Cléopâtre, la dernière reine d'Égypte |
| 2009  | L'accord (& Christopher Stills) (Comédie musicale Cléopâtre, la dernière reine d'Égypte)   | 7                     | 38                    | —                     | 23                    | Cléopâtre, la dernière reine d'Égypte |
| 2009  | Bien après l'au-delà (Comédie musicale Cléopâtre, la dernière reine d'Égypte)              | —                     | —                     | —                     | —                     | Cléopâtre, la dernière reine d'Égypte |
| 2010  | J'croque la vie                                                                            | Inédit                | Inédit                | Inédit                | Inédit                | Inédit                                |
| 2011  | Je veux tout                                                                               | Inédit                | Inédit                | Inédit                | Inédit                | Inédit                                |

### Participations
- 2013 : So far away from L.A. en duo avec Nicolas Peyrac sur son album Et nous voilà !

## Distinctions
- 2004 : Trophée Kmissa : Femme de l'Année - Art et Cultures.
- 2009 : 
  - NRJ Music Awards : groupe/duo francophone de l'année.
  - FHM : 77e plus belle femme de l'année.
- 2010 : 
  - NRJ Music Awards : artiste féminine francophone de l'année.
  - Prix Jeunes Talent : Comédienne de l'année pour Aïcha.
- 2012 : Buzz Awards : meilleure artiste féminine.
- 2019 : Trophées de la Comédie Musicale 2019 : Trophée de l’artiste interprète féminine pour Chicago.